# Унімет
Унімет (рум. Unimăt) — село у повіті Сату-Маре в Румунії. Входить до складу комуни Акиш.
Село розташоване на відстані 428 км на північний захід від Бухареста, 33 км на південь від Сату-Маре, 103 км на північний захід від Клуж-Напоки.

## Населення
За даними перепису населення 2002 року у селі проживали 516 осіб. Рідною мовою 513 осіб (99,4%) назвали румунську.
Національний склад населення села:
| Національність | Кількість осіб | Відсоток |
| -------------- | -------------- | -------- |
| румуни         | 479            | 92,8%    |
| цигани         | 34             | 6,6%     |